# Resolució 771 del Consell de Seguretat de les Nacions Unides
La Resolució 771 del Consell de Seguretat de les Nacions Unides, fou adoptada per unanimitat el 13 d'agost de 1992. Després de reafirmar les resolucions 713 (1991), 721 (1991), 724 (1991), 727 (1992), 740 (1992), 743 (1992), 749 (1992), 752 (1992), 757 (1992), 758 (1992), 760 (1992), 761 (1992), 762 (1992), 764 (1992), 769 (1992) i 770 (1992), el Consell va expressar la seva preocupació i va condemnar les violacions generalitzades del dret internacional humanitari en el territori de l'antiga Iugoslàvia i, en particular, a Bòsnia i Hercegovina.
La resolució va esmentar casos d'"expulsió forçosa massiva" i deportació de civils, abús en centres de detenció, atacs deliberats contra no combatents, hospitals i ambulàncies que impedien el lliurament de l'ajuda humanitària a les zones afectades. El Consell va condemnar durament les violacions, inclosa la neteja ètnica (la primera resolució d'aquest tipus), exigint que totes les parts cessin i desisteixin de violar el dret internacional. També va exigir a les organitzacions internacionals, en particular al Comitè Internacional de la Creu Roja, tenir accés immediat i sense restriccions als camps, les presons i els centres de detenció.
La resolució 771 demana llavors als Estats membres i les organitzacions internacionals que recopilin informació sobre violacions del dret humanitari i els Convenis de Ginebra i que la posin a disposició del Consell. Va demanar al Secretari General Boutros Boutros-Ghali que recopilés i resumís la informació en un informe que també farà recomanacions que podrien ser una resposta adequada a la informació.
Finalment, en virtut del Capítol VII de la Carta de les Nacions Unides, el Consell va exigir a totes les parts i forces militars presents a l'antiga Iugoslàvia i Bòsnia i Hercegovina complir els termes previstos en la resolució actual, en cas contrari el Consell consideraria noves mesures que podrien adoptar. Es va establir una comissió d'experts a la Resolució 780 per avaluar la informació recollida.